# Garrigatitan
Garrigatitan meridionalis is een plantenetende sauropode dinosauriër, behorende tot de Titanosauriformes, die tijdens het late Krijt leefde in het gebied van het huidige Frankrijk.

## Vondst en naamgeving
In 2009 en 2012 werden door de vereniging Palaios en de Universiteit van Poitiers opgravingen verricht bij Velaux-La Bastide Neuve. Daarbij bleek dat naast botten van Atsinganosaurus velauciensis ook resten van een tweede taxon aanwezig waren.
In 2020 werd de typesoort Garrigatitan meridionalis benoemd en beschreven door Verónica Díez Díaz, Géraldine Garcia, Xabier Pereda Suberbiola, Benjamin Jentgen-Ceschino, Koen Stein, Pascal Godefroit en Xavier Valentin. De geslachtsnaam is een combinatie van het Occitaans garriga, "droog struikgewas", en het Grieks titan, een lid van een mythologisch geslacht van reuzen. De soortaanduiding betekent "zuidelijk" in het Latijn, een verwijzing naar in het zuiden van Frankrijk gevonden zijn.
Het holotype, MMS/VBN.09.17, is gevonden in een laag zandsteen van het Begudien, het tweede niveau van de tweede reeks, die dateert uit het late Campanien. Het bestaat uit een heiligbeen met daaraan verbonden een linkerdarmbeen. Het betreft een onvolgroeid dier.
Daarnaast is er een aantal fossielen aan de soort toegewezen, waarvan sommige eerder aan Atsinganosaurus waren toegewezen. Het betreft de specimina MMS/VBN.02.99: een halswervel; MMS/VBN.09.A.016 en MMS/
VBN.09.47: twee opperarmbeenderen; MMS/VBN.12B.12a: een linkerdarmbeen en MMS/VBN.12B.12b: een rechterzitbeen. Verder werden fossielen onder voorbehoud toegewezen. Het waren de specimina MMS/VBN.12B.011: een nekrib; MMS/VBN.12.82: een rechteropperarmbeen; MMS.VBN.09.A.017: een rechterellepijp en MMS/VBN.00.13: een linkerdijbeen. De toegewezen specimina zijn afkomstig van het derde niveau van de tweede reeks. Alle regulier toegewezen fossielen betreffen onvolgroeide exemplaren, kennelijk van ongeveer dezelfde leeftijd. De botontwikkeling verschilt echter; geopperde verklaringen zijn dwergvorming, een ziekte of seksuele dimorfie. De onder voorbehoud toegewezen individuen zijn echter grote dieren. De fossielen zijn aangetroffen in een lens met een oppervlakte van 375 vierkante meter en een dikte van 120 centimeter. Ze lagen niet in verband en vertegenwoordigen vermoedelijk verschillende individuen, minstens twee. Ze maken deel uit van de collectie Moulin Seigneurial de Velaux.

## Beschrijving

### Grootte
Het holotype en de toegewezen exemplaren bestaan uit vrij kleine individuen. De lengte van de kleinste daaronder werd geschat op 437 centimeter. Afhankelijk of men de methode Packard of Campione toepast resulteert dit in een schatting van 1,85 tot 2,2 ton voor het lichaamsgewicht, waarbij nog aangetekend moet worden dat beide methoden, extrapolerend uit de omtrek van het opperarmbeen en het dijbeen, volgens sommige onderzoekers het gewicht met een factor twee neigen te overschatten. Een sauropode met een lengte van vier meter zal maar een romp van anderhalve meter lang gehad hebben. Het grootste individu werd geschat op 531 centimeter, met gewichtsschattingen van twee tot 2,45 ton.
In niveau drie zijn resten aangetroffen van dieren die wellicht volwassen exemplaren van Garrigatitan zijn. Hun lengte is geschat op twaalf tot zestien meter.

### Onderscheidende kenmerken
De beschrijvers stelden enkele onderscheidende kenmerken vast. Drie daarvan zijn autapomorfieën, unieke afgeleide eigenschappen. Het opperarmbeen is zandlopervormig in vooraanzicht en zijaanzicht waarbij het bovenste en onderste derde deel even breed is. Het darmbeen toont een afgeronde holte iets achter de basis van het aanhangsel voor het schaambeen. 
Verder is er een unieke combinatie van op zich niet unieke kenmerken. De achterste halswervels hebben een breed ruggenmergkanaal. De achterste halswervels hebben een peddelvormig en van voor naar achter afgeplat doornuitsteeksel dat niet breder is dan het wervellichaam. Bij de achterste halswervels staan de achterste gewrichtsuitsteeksels ver uit elkaar met hun facetten naar buiten gericht. De bovenste zijrand van het dijbeen is maar iets naar binnen gedraaid.

### Skelet
De halswervels zijn relatief kort en hoog. De achterste gewrichtsuitsteeksels overhangen de achterrand van het wervellichaam. De zijwaartse verbreding van het doornuitsteeksel wordt geheel gevormd door de richel naar het zijuitsteeksel.
Het heiligbeen bestaat vermoedelijk uit zes sacrale wervels. Het bewaarde fossiel is door compressie tamelijk afgeplat.
Het opperarmbeen is bovenaan en onderaan overdwars verbreed, zowel naar buiten als naar binnen. De deltopectorale kam is tamelijk kort en bereikt het midden van de schacht niet. Het midden van de schacht is opvallend ingesnoerd in vooraanzicht.
Bij het darmbeen steekt het voorblad naar voren en bezijden uit. Het darmbeen is gepneumatiseerd. Het aanhangsel voor het schaambeen mist de C-vormige dwarsdoorsnede die voor dat bot kenmerkend is voor Atsinganosaurus. Het zitbeen heeft een platte bijdrage aan de rand van het heupgewricht. Het heeft een zijbult aan de basis van de sokkel voor het darmbeen, nabij de achterrand, net als bij Atsinganosaurus. Misschien is het een aanhechting voor de musculus flexor tibialis internus III, een spier die het onderbeen buigt.

## Fylogenie
Garrigatitan werd in 2020 binnen de Titanosauria en Lithostrotia in de Lirainosaurinae geplaatst als zustersoort van Ampelosaurus.